# 24 Grana
I 24 Grana sono un gruppo musicale italiano, nato nel 1995.

## Storia
I 24 Grana nascono a Napoli a metà degli anni '90 come trio composto da  Francesco Di Bella, chitarra e voce; Armando Cotugno, basso; Renato Minale, batteria, prendendo il loro nome da una moneta del regno di Ferdinando I d'Aragona, una moneta povera, a sottolineare tanto il legame con la tradizione artistica partenopea quanto la vicinanza a una cultura che al denaro dà poco valore. In precedenza il loro nome fu Surrey Iron Railway. In questi anni l'Italia era caratterizzata da un grande fermento sociale e culturale, accompagnato dal movimento musicale che trova la sua migliore espressione nelle posse e nel dub. Con l'ingresso di Giuseppe Fontanella, chitarra (1996) il gruppo assume la formazione definitiva.
Il loro sound cerca di unire l'energia tribale e la dinamicità del suono digitale in una miscela di dub, reggae, rock. Il loro esordio discografico è avvenuto nella compilation AA.VV. Napoli Sound System nel 1995, con la canzone Regina. 
Da allora hanno intrapreso numerosi tour in patria e all'estero: Francia e Spagna, dove hanno rappresentato l'Italia alla festa della giornata dedicata alla Musica, Slovenia, Svizzera e, nel 2004, il Giappone dove hanno suonato all'"Italian Urban Festival" di Tokyo.
Nel 1996 dall'incontro con Claudio de Cristofaro - che sarà il loro manager fino al dicembre 2009 - nasce il rapporto discografico tra il gruppo e la casa editrice musicale La Canzonetta con l'uscita del primo lavoro, 24 Grana, un EP contenente quattro brani. 
Questo mini cd viene presto seguito dall'album Loop del 1997. Dopo solo un anno il gruppo decide di registrare un album dal vivo, che documenta un unico concerto al Teatro Nuovo: si intitola Loop Live 1998.
I 24 Grana sono costantemente in tour, anche all'estero: nel 1999 hanno però modo di registrare, nell'isola di Procida, un nuovo album, Metaversus.
Dopo aver realizzato una videoinstallazione, Welcome-X, insieme agli artisti Bianco-Valente, i 24 Grana firmano le musiche per il balletto “Roc”, messo in scena al Teatro Mercadante.
Nel 2001 esce K album, seguito nel 2002 da un nuovo live Overground live. Dopo la partecipazione al Tora! Tora! e l'inclusione di Stai mai ccà nella colonna sonora del film Fame chimica, la band pubblica nel 2003 Underpop, un album nel quale i 24 Grana rafforzano la presenza della lingua italiana nei testi, fino ad allora prevalentemente in dialetto napoletano.
Nell'ottobre 2005 esce GE-2001, compilation pubblicata in allegato al quotidiano Il manifesto per raccogliere fondi per i processi seguiti ai Fatti del G8 di Genova. Vari gli artisti che parteciperanno all'iniziativa, tra questi anche i 24 Grana con il brano Kanzone su un detenuto politiko.
Nel 2006, la casa discografica pubblica la seconda edizione della compilation che vide l'esordio dei 24 Grana: "Napoli Sound System vol. 2" vede il gruppo partecipare con una rivisitazione del brano Passover dei Joy Division.
Nel 2007 la band si trasferisce momentaneamente a Roma per lavorare a un nuovo album, Ghostwriters, uscito il 31 gennaio 2008, realizzato con la produzione artistica di Daniele Sinigallia e le partecipazioni di Filippo Gatti, Riccardo Sinigallia e Marina Rei. 
Nel maggio del 2008 la compilation 26 canzoni per Peppino Impastato edita dal quotidiano il manifesto e curata dalla OctopusRecords li vede partecipare con la canzone in lingua siciliana Stancu Sugnu. Nella compilation 26 artisti italiani si confrontano con l'esperienza politica e umana del giornalista ucciso dalla mafia la notte tra l'8 ed il 9 maggio 1978 e dei suoi compagni di vita e di lotta.
Nell'edizione 2008 del Meeting delle Etichette Indipendenti vincono il Premio PIMI come miglior gruppo e il Premio come rivelazione indie rock per l'album Ghostwriters.
A cavallo tra il 2010 e il 2011 Armando Cotugno lascia la band e si trasferisce a Londra, nel Regno Unito. I 24 Grana, ora trio, continuano l'attività con Alessandro Innaro al basso e iniziano a lavorare a un nuovo album insieme a Steve Albini (già produttore di Nirvana, Pixies e PJ Harvey) nei suoi studi Electrical Audio di Chicago. Così nasce La stessa barca, album che vede la luce il 18 gennaio 2011. Nel maggio dello stesso anno l'album viene pubblicato in vinile. L'LP contiene anche un brano inedito dal titolo "Chiudo cu tte".
Il 5 luglio 2013 il cantante e frontman del gruppo Francesco Di Bella, dopo molti anni di progetti solisti, annuncia il suo definitivo addio ai 24 Grana. per unirsi ai Ballads Cafè con cui pubblica il primo disco solista Francesco Di Bella & Ballads Cafè (2013), live in studio prodotto da Daniele Sinigallia. Nel 2016 Francesco Di Bella pubblica il suo primo disco solista di inediti dal titolo Nuova Gianturco con la partecipazione dei 99 Posse, Neffa, Dario Sansone dei Foja e Gnut.
A ottobre 2019, la band si riunisce in formazione originale, con Armando Cotugno al basso, per registrare un nuovo brano agli Abbey Road Studios di Londra e, all'inizio del 2020, viene annunciato un nuovo tour dal vivo a partire da aprile 2020. Il 6 marzo 2020 viene pubblicato il brano inedito A raccolta. Si tratta della prima incisione dopo sette anni di silenzio.

## Formazione

### Attuale
- Francesco Di Bella - voce, chitarra (1995-2013, 2019-presente)
- Armando Cotugno - basso (1995-2010, 2019-presente)
- Renato Minale - batteria (1995-2013, 2019-presente)
- Giuseppe Fontanella - chitarra (1995-2013, 2019-presente)

### Membri passati
- Andrea Esposito - percussioni (1995-1997, 2001)
- Pier Paolo Rossi - tastiere (1995-1997, 2001)
- Alessandro Innaro - basso (2011-2013)

## Discografia

### Album in studio
- 1997 - Loop
- 1999 - Metaversus
- 2001 - K Album
- 2003 - Underpop
- 2005 - Metaversus special edition (con DVD)
- 2008 - Ghostwriters
- 2011 - La stessa barca

### Live
- 1998 - Loop Live
- 2002 - Overground live

### EP
- 1996 - Mini CD

## Altro
- 2003 - Videokollezione (VHS)

## Video
- "Lu Cardillo" (1997) regia Sabino Esposito
- "Loop" (1997) regia Sabino Esposito
- "Live al Teatro Nuovo" (1998) regia Sabino Esposito
- "Traveller-maicasajusta" (1998) regia Sabino Esposito
- "Treno" (1998) regia Sabino Esposito
- "Patrie Galere" (1998) regia Sabino Esposito
- "Vesto Sempre Uguale" (1999) regia Sabino Esposito
- "Stai mai cca"(1999) regia Davide Toffolo
- "Kanzone Doce" (2001) regia Sabino Esposito
- "Kanzone su Londra" (2002) regia Alessandro Rak
- "Canto pè nun suffrì" (2003) regia Sabino Esposito
- "L'Attenzione" (2005) regia Sabino Esposito
- "Avere una vita davanti" (2008) regia Sabino Esposito
- "Accireme" (2008) regia Alessandro Righetti
- "Le verità" (2008) regia Sabino Esposito
- "Ombre" (2011) regia Lorenzo Vignolo
- "Germogli d'inverno" (2012) regia Sabino Esposito

## Collaborazioni
- 'A67 - Felice (solo Francesco Di Bella)
- Almamegretta - Solo Cu Te (solo Francesco Di Bella)
- Marina Rei - Song Je (solo Francesco Di Bella)
- Marina Rei - Smania e Cagnà
- Riccardo Sinigallia - Avere una vita davanti
- Filippo Gatti - Le verità
- Bisca - Mustafah (solo Francesco Di Bella)
- Bisca- Ciato P'Alluccà (solo Francesco Di Bella)
- Soul Mio - Sperduto (solo Francesco Di Bella)
- Nomia - Solelione  (solo Francesco Di Bella)
- Safyllè - I Find The Dream
- Bianco-Valente - Welcome X
- 99posse-1234(solo Francesco Di Bella)
- Clementino - A Raccolta (2020)

## Cover Inedite o Rare
- L'Aquila - Lucio Battisti
- Passover - Joy Division
- Echoes - Pink Floyd
- One Step Beyond - Madness
- Close to me - The Cure
- 'E Spingole Francese - Massimo Ranieri